# Ghassan Saliba
Ghassan Saliba (do Árabe: غسان صليبا) é um cantor libanês e ator, nascido na aldeia de "Majdel Aakoura" Monte Líbano. Ele começou o programa de televisão Estúdio Al Fann ("Studio de Arte"), onde ele ficou em primeiro lugar em "canção libanesa."
Seu primeiro papel no teatro musical com os irmãos Rahbani está no teatro "Petra" desempenhado em 1977, no qual ele interpretou o papel de líder da caravana. Ele, então, jogado em amal Hkayet ("História de Esperança") de Romeo Lahoud. Ghassan Saliba é apelidado de "Julio Árabe", em comparação com Julio Iglesias para a beleza e o charme de sua voz.
Suas canções estão rapidamente se tornando muito popular. Mas sua carreira está experimentando um agradecimento por sua vez, para o papel do teatro musical Sayf 840 ("Verão 840") de Mansour Rahbani, em 1988. Após esse sucesso, Ghassan Saliba desempenha o papel principal em muitas obras de Mansour Rahbani e da família Rahbani.
Em 19 de novembro de 2011, ele foi a estrela do concerto na UNESCO, em Paris, por ocasião do Dia da Independência do Líbano.

## Obras teatrais
- Pétra, des Frères Rahbani, em 1977
- Hkayet 'amal (Histoire d'Espoir), de Romeo Lahoud, em 1981
- Sold, de Marwan Najjar, em 1984
- Sayf 840 (l'Eté de 840), de Mansour Rahbani, em 1988
- 'Al wassiyyeh (le Testemment), de Mansour Rahbani, em 1994
- Hanibaal, de Ghassan Rahbani, em 1996
- 'Imara men hal zamen, de Talal Haydar et Said Akl, em 1999
- Abou Ttayyeb al Moutanabi, de Mansour Rahbani, em 2001
- Moulouk al Tawa'ef, de Mansour Rahbani, em 2003
- Wa Kam fi l yawm al thaleth, de Mansour Rahbani
- Aawdat al finik, de Mansour Rahbani, em 2008
- Gebran wal nabi, de Mansour Rahbani
- Aa ard al ghajar, em 2012